# Исчезновение Эми Брэдли
Исчезновение Эми Брэдли (англ. Disappearance of Amy Bradley) — исчезновение американки Эми Брэдли, случившееся в марте 1998 года на круизном лайнере «Rhapsody of the Seas». На момент исчезновения ей было 23 года. Её местонахождение остается неизвестным по сей день. 

## Исчезновение
После полуночи в понедельник, 23 марта 1998 года, Эми и её младший брат Брэд отправились в ночной клуб, чтобы потанцевать. Записи показывают, что Брэд решил вернуться в свою каюту раньше, чем Эми. Записи дверных замков корабля показывают, что Брэд вошел в свою каюту около 3:35 утра, а Эми вскоре последовала за ним через пять минут. Они болтали перед сном. Отец Эми Рон проснулся около 6 утра. чтобы проверить свою дочь, но обнаружил, что она пропала с балкона, на котором она раньше спала.

## Расследование
Семья Эми немедленно сообщила о пропаже экипажу на борту, где они продолжали умолять членов экипажа не допустить высадки 2000 пассажиров из круиза и сделать объявление, чтобы помочь найти Эми. Однако команда в офисе казначея сообщила им, что еще слишком рано делать объявление по всему кораблю.